# Ekaterina Tyryškina
Ekaterina Tyryškina (in russo Екатерина Тырышкина?, traslitterazione anglosassone Ekaterina Tyryshkina; Angarsk, 31 gennaio 1996) è una calciatrice russa, centrocampista del Montauban.

## Carriera

### Club
Nata ad Angarsk, nell'oblast' di Irkutsk, Ekaterina Tyryškina a 17 anni sottoscrive un accordo con il Kubanočka, società di Krasnodar, facendo il suo esordio in Vysšij Divizion, il livello di vertice del campionato russo femminile di calcio, durante la stagione 2013, all'ottava giornata, nell'incontro con il Rjazan'-VDV. Veste la maglia giallonera della società per tre campionati, fino al termine della stagione 2015, decidendo di congedarsi dal Kubanočka con un tabellino personale di 4 reti su 39 presenze complessive.
Desiderosa di affrontare un campionato estero decide di trasferirsi al NiceFutis, società con sede a Pori e iscritta alla Naisten Liiga, massima serie del campionato finlandese, rimanendo una sola stagione, venendo impiegata in dodici occasioni e segnando una rete.
Nel corso del calciomercato estivo 2016 formalizza un accordo con il Brescia Campione d'Italia per giocare in Serie A, tuttavia per impedimenti burocratici non può essere utilizzata prima del nuovo anno, facendo il suo debutto nella seconda parte della stagione 2016-2017. Con la società rimane fino al termine del campionato, chiuso al secondo posto dietro alla Fiorentina, con il tecnico Milena Bertolini che la impiega in 9 incontri, alla quale si aggiunge uno in Coppa Italia, andando a rete in 2 occasioni, il 28 gennaio 2017, alla 12ª giornata, dove in trasferta sigla la rete del definitivo 3-0 sul Chieti e il 18 febbraio 2017, alla 15ª giornata, dove apre le marcature nella partita vinta 4-1 sul campo del Cuneo.
Nella successiva estate si trasferisce al Rodez per disputare il suo terzo campionato estero, quello francese, ancora al primo livello, la Division 1 Féminine. Condivide con le compagne il percorso che vede la squadra giungere al 7º posto in Division 1 Féminine 2017-2018 con 22 punti, posizione insolitamente condivisa con altri tre club, Bordeaux, Fleury e Guingamp, e che le assicura la salvezza. Durante il campionato viene impiegata dal tecnico Sébastien Joseph in 18 occasioni, 15 da titolare, e segna un'unica rete alla 20ª giornata, quella che al 43' porta a due i gol di vantaggio sul Fleury, incontro poi terminato sul 3-1; a questa si aggiunge anche un ininfluente autogol nella trasferta della 12ª giornata dove il Paris Saint-Germain supera le giallorosse per 6-0.
Per la stagione 2018-2019 si trasferisce al En Avant de Guingamp. Il tecnico Frédéric Biancalani la impiega in campionato fin dalla 1ª giornata, nell'incontro perso in trasferta per 2-0 con il Paris FC, rilevando Emmy Jézéquel all'inizio del secondo tempo. Tyryškina colleziona 19 presenze, 14 da titolare, alla quale si aggiungono le due presenze il Coppa di Francia, e la sua prima rete "francese" ai sedicesimi di finale, aprendo le marcature al 15' nella vittoria per 5-1 sul Brest. Rimasta legata alla società anche per la successiva stagione, gioca con continuità la prima parte di campionato, collezionando 9 presenze per non essere più impiegata dalla 15ª giornata in poi.
Svincolatasi dal Guingamp, durante il calciomercato estivo 2020 si trasferisce al Le Havre per affrontare il suo quarto campionato in Francia.

### Nazionale
Tyryškina inizia ad essere convocata dalla federazione calcistica della Russia nel 2012, aggregata alla formazione Under-17, per passare l'anno successivo alla Under-19 impegnata alle iniziali fasi di qualificazione al campionato europeo U19 di Norvegia 2014 senza però riuscire ad accedere alla fase finale alla quale accederà la Scozia come vincitrice del gruppo 2 al secondo turno; durante il torneo fa il suo esordio il 21 settembre 2013, nell'incontro dove la Russia si impone per 7-1 sulle pari età di Cipro, giocando tutti gli altri cinque incontri fino all'eliminazione. Rimasta nella fascia d'età anche per le qualificazioni all'Europeo di Israele 2015, gioca tutti i sei incontri della fase condividendo il percorso che vede la sua nazionale superare la prima fase della qualificazione al primo posto ma giungere seconda dietro la Francia nel gruppo 3 della fase élite, unica nazionale a batterla durante le qualificazioni.
Il tecnico Elena Fomina la convoca nella nazionale maggiore in occasione delle qualificazioni all'Europeo dei Paesi Bassi 2017, dove debutta il 22 ottobre 2015, nell'incontro perso 2-0 con la Germania, giocando altre due partite fino alla mancata qualificazione alla fase finale.
Fomina la inserisce in rosa con la formazione impegnata nell'edizione 2018 dell'Algarve Cup, torneo ad invito che si svolge con cadena annuale in Portogallo; in quella occasione Tyryškina scende in campo due volte, entrambe nella fase a gironi, condividendo con le compagne la 12ª e ultima posizione nel torneo, peggiore risultato ottenuto delle cinque edizioni disputate dalla Russia.